# Johannes Hessel Brolsma
Johannes Hessel Brolsma (Groningen, 1909 - Ede, 1990) was een Nederlandse kunstschilder.
Hij heeft gewoond en gewerkt in Groningen, Groenlo, Bussum, Amsterdam en Ede. Brolsma vertrekt op 28-jarige leeftijd naar Amsterdam om te studeren aan de kunstacademie. Verder kreeg hij les van onder meer Jos Rovers en Albert Hemelman.
Hij was niet alleen een bekwaam schilder, maar ook aquarellist en tekenaar. Daarnaast restaureerde hij schilderijen. Zelf schilderde hij landschappen en stadsgezichten in een impressionistische stijl. Bekend is hij van zijn winterlandschappen, niet alleen in een impressionistische, maar ook romantische stijl. Er zijn ook stillevens van hem bekend. Hoe veelzijdig in schilderstijlen Brolsma was, blijkt wel uit het gegeven dat hij een "eigen" expressionistische stijl ontwikkelde.
Het grootste deel van zijn leven (vanaf 1954) woonde en werkte hij in Ede waar hij ook overleed. Hij was daar lid van de Edese kunstvereniging. Werk van Brolsma is onder meer opgenomen in de collectie van het historisch museum van Ede. Brolsma wordt ook vermeld in "De Scheen".